# Протесілай
Протесілай (грец. Πρωτεσίλαος) — син Іфікла, володаря міста Філакі. Як один із колишніх претендентів на руку Єлени брав участь у Троянській війні.
Знехтувавши пророцтво, за яким перший ахеєць, що ступить на троянську землю, мав загинути, П. першим висадився з корабля на берег, і його вбив Гектор. Античні поети й прозаїки часто використовували сюжет міфа про посмертне кохання П. до дружини Лаодамії, коли боги дозволили йому повернутися додому на одну ніч. У Херсонесі Фракійському П. шанували як героя, там були його святиня й оракул.